# Ханбо
Ханбото (半棒 – буквално – половин прът) е прът, използван в бойните изкуства. Традиционно ханбото било дълго три шаку (1 шаку = 30,3 см), което е точно половината от дължината на нормалния прът. Както при повечето оръжия и ханбото може да има различна дължина. Притежателят му обикновено изпитва най-голямо удобство с ханбо, дълго до кръста му.